# Luis Henríquez
Luis Alfonso Henríquez Ledezma  (* 23. November 1981 in Panama-Stadt, Panama) ist ein Fußballspieler aus Panama.

## Karriere
Henríquez begann seine Karriere bei Sporting San Miguelito in seiner Heimat Panama. 2003 wechselte innerhalb der ersten Liga Panamas zu Club Deportivo Árabe Unido, wo er 2004 Meister in seiner Heimat wurde.
2005 ging es zum ersten Mal ins Ausland nach Kolumbien zu Envigado FC. 2006 kehrte er in seine Heimat zurück und spielte ein Jahr beim Tauro FC. 
2007 wechselte Henríquez dann in den europäischen Fußball nach Polen zu Lech Posen. Seinen ersten internationalen Einsatz für die Mannschaft aus Posen hatte er am 17. Juli 2008 gegen den Vertreter aus Aserbaidschan FK Xəzər Lənkəran. Das Spiel endete mit einem 1:0-Sieg und der Außenverteidiger spielte durch.
Henríquez lief 91 mal für Panama auf.

## Erfolge
- Panamaischer Meister: 2004, 2007
- Polnischer Pokalsieger: 2009, 2011
- Polnischer Meister: 2010, 2015
- Polnischer Supercupsieger: 2009